# اريك رادفورد
اريك رادفورد هو عازف بيانو وملحن كندي، ولد في 27 يناير 1985 في وينيبيغ في كندا.

## وصلات خارجية
- اريك رادفورد على موقع IMDb (الإنجليزية)

- اريك رادفورد على موقع الاتحاد الدولي للتزلج (الإنجليزية)
- اريك رادفورد على موقع الاتحاد الدولي للتزلج (الإنجليزية)
- اريك رادفورد على موقع الاتحاد الدولي للتزلج (الإنجليزية)
- اريك رادفورد على موقع الاتحاد الدولي للتزلج (الإنجليزية)
- اريك رادفورد على موقع الاتحاد الدولي للتزلج (الإنجليزية)
- اريك رادفورد على موقع اللجنة الأولمبية الدولية (الإنجليزية)
- اريك رادفورد على موقع أوليمبيديا (الإنجليزية)
- اريك رادفورد على موقع اللجنة الأولمبية الكندية (الإنجليزية)